# Instytucja procesowa
Instytucja procesowa — w postępowaniach regulowanych przez prawo rodzaj instytucji prawnej, będącej zespołem norm regulujących powstanie, zmianę lub wygaśnięcie stosunków procesowych (tj. decyduje o sytuacji jednej strony postępowania względem drugiej strony).
Przykładowe instytucje procesowe wspólne dla różnych rodzajów postępowań:
- wszczęcie postępowania (z urzędu, na wniosek),
- zawieszenie postępowania:
  - zawieszenie postępowania administracyjnego,
  - zawieszenie postępowania cywilnego,
  - zawieszenie postępowania karnego,
- podjęcie postępowania,
- umorzenie postępowania,
- wznowienie postępowania,
- forma czynności procesowych (strony, sądu, organu),
- termin (w tym zawity) na dokonanie określonej czynności procesowej,
- przywrócenie terminu,
- doręczenie,
- zeznania świadków i przesłuchanie (wysłuchanie) stron,
- rozstrzygnięcie w orzeczeniu (wyrok, postanowienie, decyzja administracyjna i inne),
- ogłoszenie wyroku bądź innego orzeczenia,
- środek zaskarżenia.